# Nambi Narayanan
Pour les articles homonymes, voir Narayanan.
 (juillet 2022).
Le contenu est difficilement compréhensible vu les erreurs de traduction, qui sont peut-être dues à l'utilisation d'un logiciel de traduction automatique.
 (juillet 2022).
La mise en forme du texte ne suit pas les recommandations de Wikipédia : il faut le « wikifier ».
Les points d'amélioration suivants sont les cas les plus fréquents. Le détail des points à revoir est peut-être précisé sur la page de discussion.
- Les titres sont pré-formatés par le logiciel. Ils ne sont ni en capitales, ni en gras.
- Le texte ne doit pas être écrit en capitales (les noms de famille non plus), ni en gras, ni en italique, ni en « petit »…
- Le gras n'est utilisé que pour surligner le titre de l'article dans l'introduction, une seule fois.
- L'italique est rarement utilisé : mots en langue étrangère, titres d'œuvres, noms de bateaux, etc.
- Les citations ne sont pas en italique mais en corps de texte normal. Elles sont entourées par des guillemets français : « et ».
- Les listes à puces sont à éviter, des paragraphes rédigés étant largement préférés. Les tableaux sont à réserver à la présentation de données structurées (résultats, etc.).
- Les appels de note de bas de page (petits chiffres en exposant, introduits par l'outil «  Source ») sont à placer entre la fin de phrase et le point final[comme ça].
- Les liens internes (vers d'autres articles de Wikipédia) sont à choisir avec parcimonie. Créez des liens vers des articles approfondissant le sujet. Les termes génériques sans rapport avec le sujet sont à éviter, ainsi que les répétitions de liens vers un même terme.
- Les liens externes sont à placer uniquement dans une section « Liens externes », à la fin de l'article. Ces liens sont à choisir avec parcimonie suivant les règles définies. Si un lien sert de source à l'article, son insertion dans le texte est à faire par les notes de bas de page.
- La présentation des références doit suivre les conventions bibliographiques. Il est recommandé d'utiliser les modèles {{Ouvrage}}, {{Chapitre}}, {{Article}}, {{Lien web}} et/ou {{Bibliographie}}. Le mode d'édition visuel peut mettre en forme automatiquement les références.
- Insérer une infobox (cadre d'informations à droite) n'est pas obligatoire pour parachever la mise en page.

Pour une aide détaillée, merci de consulter Aide:Wikification.
Si vous pensez que ces points ont été résolus, vous pouvez retirer ce bandeau et améliorer la mise en forme d'un autre article.
S. Nambi Narayanan (né le 12 décembre 1941) est un ingénieur indien spécialisé dans l'aérospatiale qui a travaillé pour l'Organisation indienne pour la recherche spatiale (ISRO) et contribué significativement au programme spatial indien en développant la Vikas. Il a dirigé l'équipe qui a acquis la technologie française pour le moteur Vika utilisé dans le premier PSLV que l'Inde a lancé. En tant que haut fonctionnaire de l'Organisation indienne pour la recherche spatiale, il était responsable de la division cryogénie. Il a été récompensé par le Padma Bhushan, la troisième plus grande distinction civile indienne, en mars 2019.
En 1994, il a été faussement impliqué dans une affaire d'espionnage et fut arrêté et torturé en détention. Les accusations à son égard furent réfutées par le Bureau central d'enquête en 1996 et la Cour suprême de l'Inde a empêché le gouvernement du Kerala, pour des raisons techniques, de poursuivre son enquête. En 2018, la Cour suprême, par le biais du banc de Dipak Misra, a accordé à Narayanan une compensation de ₹50,00,000 (environ 70 000 euros). Le gouvernement de Kerala decida alors de lui verser environ 183 000 euros. Le film Rocketry: The Nambi Effect (en), tiré de sa vie, avec R Madhavan (en) comme acteur et réalisateur, a été réalisé en juillet 2022.

## Enfance et vie personnelle
Nambi Narayanan est né le 12 décembre 1941 dans une famille hindoue à Nagercoil, dans l'ancien État princier de Travancore (actuel district de Kanyakumari). Il a terminé sa scolarité à l'école secondaire supérieure DVD de Nagercoil,. Il a obtenu son baccalauréat en technologie en génie mécanique du Thiagarajar College of Engineering, Madurai. Nambinarayanan a perdu son père alors qu'il poursuivait ses études à Madurai. Il avait deux sœurs. Dès que son père est mort, sa mère est tombée malade. Nambi a épousé Meena Nambi et a eu deux enfants. Leur fils, Shankar Nambi, est un homme d'affaires.[réf. nécessaire] Leur fille Geetha Arunan est enseignante à l'école Montessori à Bangalore[réf. nécessaire] et est marié à Subbiah Arunan, un scientifique de l'ISRO, directeur de la mission Mars Orbiter et lauréat du prix Padma Shri[réf. nécessaire].

## Carrière
Après des études d'ingénierie mécanique à Madurai, Narayanan commence sa carrière en 1966 à l'ISRO en tant qu'assistant technique à la Thumba Equatorial Rocket Launching Station. Il a obtenu une bourse de la NASA et a été accepté à l'Université de Princeton en 1969. Il y termine son programme de maîtrise en propulsion chimique de fusée sous la direction du professeur Luigi Crocco. Il retourne en Inde avec une expertise en propulsion liquide à une époque où les fusées indiennes dépendaient encore uniquement des propergols solides[réf. nécessaire]. Il a écrit qu'il devait enseigner à Sarabhai la technologie de propulsion liquide.
En 1974, la Société Européenne de Propulsion a accepté de transférer la technologie du moteur Viking en échange de 100 années-homme de travail d'ingénierie de l'ISRO. Ce transfert a été réalisé par trois équipes et Narayanan a dirigé l'équipe d'une quarantaine d'ingénieurs qui ont travaillé sur l'acquisition de la technologie française. Deux autres équipes ont travaillé à l'indigénisation du matériel en Inde et à l'établissement des installations de développement à Mahendragiri. Le premier moteur, nommé Vikas, a été testé avec succès en 1985. Les rapports internes de l'ISRO ont mis en évidence les compétences organisationnelles et managériales exemplaires de Narayanan, mais ont noté sa tendance à s'attribuer le mérite du travail de son équipe ainsi que des exemples de "sa gestion d'une entreprise privée". Une enquête de la cellule de vigilance en 1982 a été abandonnée par la suite. RB Sreekumar, en sa qualité de commandant de l'unité de la Force de sécurité industrielle centrale postée au Centre spatial Vikram Sarabhai, avait enquêté sur une allégation de manipulation tendre par Narayanan. En 1994, il dépose une demande de démission volontaire, un mois avant son arrestation par la police du Kerala.
Le 26 janvier 2019, il a reçu le Padma Bhushan du gouvernement indien pour le développement de vikas (Rocket Engine).

## Accusations d'espionnage
Le 30 novembre 1994, Narayanan a été arrêté dans le cadre d'une enquête sur des allégations d'espionnage, par une équipe de policiers du Kerala et de responsables du Bureau du renseignement, sur la base des déclarations filmées d'un collègue selon lesquelles lui et Narayanan avaient reçu de l'argent pour transférer des dessins et des documents de roquettes. moteurs à deux femmes maldiviennes, Mariam Rasheeda et Fauziyya Hassan, soupçonnées d'être des espions. En décembre 1994, le transfert de l'affaire au Bureau central d'enquête (CBI) a été critiqué dans les médias et par les partis d'opposition du Kerala. CBI a été vu comme étant sous la coupe de PV Narasimha Rao, alors premier ministre de l'Inde et certaines des personnes nommées dans l'enquête étaient proches de Rao et K. Karunakaran, alors ministre en chef du Kerala.
Narayanan a passé 50 jours en prison. Il affirme que les responsables du Bureau du renseignement, qui l'ont initialement interrogé, voulaient qu'il porte de fausses accusations contre les hauts gradés de l'ISRO. Il allègue que deux responsables de l'IB lui avaient demandé de mettre en cause AE Muthunayagam, son patron et alors directeur du Liquid Propulsion Systems Center (LPSC). Il dit que lorsqu'il a refusé d'obtempérer, il a été torturé jusqu'à ce qu'il s'effondre et qu'il ait été hospitalisé. Il dit que sa principale plainte contre l'ISRO est qu'il ne l'a pas soutenu. K. Kasturangan, qui était président de l'ISRO à l'époque, a déclaré que l'ISRO ne pouvait pas intervenir dans une affaire juridique.[réf. nécessaire]Il a écrit que le directeur Rama Rao l'a rencontré en prison le 8 décembre (quatre jours après le transfert de l'affaire), lorsqu'il a expliqué au directeur que les dessins de fusées et de moteurs n'étaient pas classifiés. Il a écrit que le directeur du CBI s'est demandé comment l'affaire en était arrivée jusqu'ici et s'est excusé lors de cette réunion.
En avril 1996, avant les élections générales indiennes de 1996, le CBI a soumis un rapport de fermeture, disant qu'il n'y avait pas d'espionnage et que les témoignages des suspects avaient été contraints par la torture. (p1)Dans une précédente ordonnance dans une affaire connexe, la Haute Cour du Kerala, qui avait vu les vidéos d'interrogatoire, avait rejeté les allégations de torture et fait des commentaires critiques sur le fait que CBI n'avait pas suivi toutes les pistes. Au milieu de l'attention portée aux lacunes du rapport de fermeture de la CBI, d'une contestation du rapport à la Haute Cour du Kerala par S. Vijayan, un officier de police et de la pression politique continue, le gouvernement du Kerala a révoqué l'autorisation accordée précédemment à la CBI d'enquêter sur l'affaire et a enjoint La police du Kerala pour le reprendre. Mais un banc de la Cour suprême l'a arrêté en avril 1998 en déclarant que "la CBI a conclu qu'aucune affaire n'avait été établie" et a ordonné au gouvernement du Kerala de payer Rs 1 lakh à chacun des accusés, y compris Narayanan. En septembre 1999, la Commission nationale des droits de l'homme (NHRC) a adopté des sanctions contre le gouvernement du Kerala pour avoir nui à la carrière distinguée de Narayanan dans la recherche spatiale ainsi que la torture physique et mentale à laquelle lui et sa famille ont été soumis. Après le rejet des charges retenues contre eux, les deux scientifiques, Sasikumar et Narayanan ont été transférés hors de Thiruvananthapuram et ont obtenu des emplois de bureau.
En 2001, la NHRC a ordonné au gouvernement du Kerala de lui verser une indemnité de 1 crore . Il a pris sa retraite en 2001. La Haute Cour du Kerala a ordonné le versement d'une indemnité de Rs 10 lakhs à Nambi Narayanan sur la base d'un appel de la NHRC India en septembre 2012.
Après une rencontre entre Narendra Modi et Narayanan à Thiruvananthapuram, le Bharatiya Janata Party (BJP) a repris l'affaire et le traitement de Narayanan, notamment par Sreekumar, dans sa campagne pour les élections générales indiennes de 2014.
Le 14 septembre 2018, la Cour suprême a nommé un panel pour enquêter sur l'arrestation "déchirante" et les allégations de torture de Narayanan. Un banc de trois juges dirigé par le juge en chef Dipak Misra a également décerné à M. Narayanan Rs. 50 lakh en compensation de la "cruauté mentale" qu'il a subie toutes ces années[réf. nécessaire]. Le même mois, le nom de Narayanan a été recommandé pour les prix Padma par Rajeev Chandrasekhar, alors député du BJP. En janvier 2019, Modi a déclaré que "c'était un honneur pour son gouvernement de conférer le Padma Bhushan à Nambi Narayanan". L'affaire et le prix Padma figuraient dans la campagne du BJP pour les élections générales indiennes de 2019, avec Modi demandant "J'espère que vous savez ce que le Congrès a fait au propre scientifique du Kerala, Nambi Narayan" lors d'un rassemblement à Thiruvananthapuram.
En 2021, le gouvernement du Kerala a réglé l'affaire déposée contre lui par Narayanan en acceptant un paiement de ₹₹.
Le 14 avril 2021, la Cour suprême de l'Inde a ordonné une enquête de la CBI sur l'implication de policiers dans le complot. Plusieurs des policiers impliqués ont déposé des requêtes auprès de différents tribunaux du Kerala dans lesquelles plusieurs documents montrant le transfert de terres entre 2004 et 2008 par Narayanan à divers agents de la CBI impliqués dans l'enquête ont été produits. La Haute Cour du Kerala a rejeté l'un des moyens d'enquêter sur les transactions foncières. Il a déclaré que les documents n'étaient pas une preuve suffisante, mais a permis aux pétitionnaires de déposer une nouvelle affaire avec de meilleurs dossiers de vente.

## Prix
- Mars 2019 : Padma Bhushan, la troisième plus haute distinction civile indienne[21].

## Dans la culture populaire

### Livres
- Ormakalude Bhramanapadham : Une autobiographie de Nambi Narayanan, Prajesh Sen ; Thrissur Current Books, 2017.
- Prêt à tirer : comment l'Inde et moi avons survécu à l'affaire d'espionnage de l'ISRO par Nambi Narayanan, Arun Ram ; Bloomsbury Inde, 2018.
- En octobre 2020, un film biographique intitulé Rocketry: The Nambi Effect , écrit, réalisé par R. Madhavan et co-réalisé par Prajesh Sen a été annoncé[22]. Le teaser du film est sorti le 1er avril 2021 et le film est sorti le 1er juillet 2022[23].
- Jana Gana Mana (2022) : Le personnage principal Aravind Swaminathan joué par Prithviraj mentionne un ingénieur en aérospatiale qui a travaillé pour l'ISRO qui a été accusé d'être un espion et de vendre des secrets d'État qui a ensuite été reconnu innocent - comme exemple de la façon dont les médias conduisent le public perception indépendamment des faits.